# Politiezone Geel-Laakdal-Meerhout
De Politiezone Geel-Laakdal-Meerhout (zonenummer 5366) is een Belgische politiezone bestaande uit drie gemeenten, namelijk Geel, Laakdal en Meerhout. De politiezone behoort tot het gerechtelijk arrondissement Antwerpen.
De zone wordt geleid door korpschef Dirk Van Aerschot.
Het hoofdcommissariaat van de politiezone is gelegen aan de Stelenseweg 92 in Geel.